# Secretaría Técnica de la Fiscalía General del Estado
La Secretaría Técnica de la Fiscalía General del Estado es el órgano del Ministerio Fiscal de España que presta apoyo jurídico y técnico al fiscal general del Estado.

## Atribuciones
Según el artículo 13.3 del Estatuto Orgánico del Ministerio Fiscal (EOMF), tres son sus funciones principales:
1. Realizar aquellos trabajos preparatorios que se le encomienden en aquellas materias en las que corresponda a la Junta de Fiscales de Sala asistir al fiscal general, así como cuantos otros estudios, investigaciones e informes estime éste procedente.
2. Colaborar en la formación de los miembros de la carrera fiscal cuya competencia corresponde al Centro de Estudios Jurídicos.
3. Ejercer las funciones que las leyes atribuyan al Ministerio Fiscal en materia de cooperación judicial internacional, en el marco de las directrices de política exterior emanadas del Gobierno.

## Origen
La Secretaría Técnica tiene su origen en el Decreto 1647/1966, de 30 de junio, cuyo artículo tercero estableció este órgano en la Fiscalía del Tribunal Supremo, al objeto de recopilar doctrina y difundirla entre los fiscales, así como buscar antecedentes y otra asistencia jurídica necesaria para la correcta sustentación de las órdenes, circulares e instrucciones del fiscal general. Por tanto, este órgano se estableció para asistir al fiscal general en sus funciones de dar unidad de criterio al Ministerio Fiscal, asistiendo también a la Junta de Fiscales Generales (hoy Junta de Fiscales de Sala) en sus tareas. Aunque no es directamente un antecedente, para su creación sirvió de inspiración la Secretaría Técnica de la Inspección Fiscal, que con atribuciones similares existió entre 1944 y 1982.
El órgano, que había sido creado por un decreto independiente, se incluyó en la normativa fiscal básica mediante el Reglamento Orgánico del Ministerio Fiscal de 1969. Con la aprobación del Estatuto Orgánico del Ministerio Fiscal de 1981, el titular de la Secretaría Técnica pasó a ser un fiscal de la primera categoría. En el año 2007 se estableció la figura del teniente fiscal de la Secretaría Técnica.

## Organización
De acuerdo a la plantilla del Ministerio Fiscal aprobada por Real Decreto 422/2025, de 3 de junio, la Secretaría Técnica está formada por un Fiscal Jefe de la primera categoría, un Teniente Fiscal y diez fiscales, todos de la segunda categoría.

## Fiscal de Sala Jefe
La Secretaría Técnica está dirigada por un fiscal de la primera categoría, que recibe el título de Fiscal Jefe. Asimismo, es miembro nato y ejerce la secretaría de la Junta de Fiscales de Sala (art 15. EOMF) y de la Junta de Fiscales Superiores de las Comunidades Autónomas (art. 16 EOMF).
Es nombrado por el rey, por conducto del Gobierno, a propuesta del fiscal general del Estado, oído el Consejo Fiscal (art. 47 RMF) y, como el resto de fiscales de Sala, tiene un mandato de cinco años, renovable y sin limitaciones (art. 41 EOMF). Tras su cese, quedará ascrito, a su elección, a la Fiscalía del Tribunal Supremo o a cualquiera de las fiscalías cuyo jefe pertenezca a la primera categoría, conservando en todo caso su categoría de Fiscal de Sala (art. 49 RMF).

### Lista de fiscales jefes de la Secretaría Técnica
La lista a continuación detallada recoge todas aquellas personas que, desde que se aprobara el Estatuto del Ministerio Fiscal de 1981 que otorgó la categoría de Fiscal de Sala al jefe de la Secretaría Técnica, han ejercido como tal.
Así, desde el año 1981, 14 fiscales han ostentado la jefatura de la Secretaría Técnica. Francisco "Félix" Hernández Gil fue el primero con esta categoría, desempeñando el cargo durante aproximadamente 10 años entre 1981 y 1991. Jaime Moreno Verdejo fue el que menos tiempo lo ejerció, con 301 días entre 2014 y 2015. María Elvira Tejada de la Fuente fue la primera mujer en ostentar la jefatura, ejerciendo el cargo durante 6 años y 280 días entre 2004 y 2011. Por último, Fernando Herrero-Tejedor Algar ha sido el único fiscal en ejercer la jefatura de la Secretaría Técnica en dos ocasiones (2000-2003 y 2012-2014).
     Teniente fiscal en funciones de fiscal jefe
| Fiscales de Sala jefes de la Secretaría Técnica |                          |                          |                   |
| Nombre                                          | Nombramiento             | Cese                     | Duración          |
| Francisco "Félix" Hernández Gil (1925-2020)     | 1981                     | 8 de febrero de 1991     | Aprox. 10 años    |
| Juan José Martínez Zato (1935-2019)             | 8 de febrero de 1991     | 3 de julio de 1992       | 1 año y 146 días  |
| Juan José Martín-Casallo López (1943-2024)      | 3 de julio de 1992       | 22 de octubre de 1993    | 1 año y 111 días  |
| José Aparicio Calvo-Rubio (1930-2014)           | 21 de enero de 1994      | 27 de enero de 1996      | 2 años y 6 días   |
| Eduardo Torres-Dulce Lifante (1950-)            | 13 de septiembre de 1996 | 10 de marzo de 2000      | 3 años y 179 días |
| Fernando Herrero-Tejedor Algar (1949-2014)      | 19 de julio de 2000      | 25 de julio de 2003      | 3 años y 6 días   |
| Manuel Marchena Gómez (1959-)                   | 25 de julio de 2003      | 25 de junio de 2004      | 336 días          |
| María Elvira Tejada de la Fuente (1957-)        | 25 de junio de 2004      | 1 de abril de 2011       | 6 años y 280 días |
| Pedro José Crespo Barquero (1963-)              | 1 de abril de 2011       | 1 de julio de 2011       | 339 días          |
| Pedro José Crespo Barquero (1963-)              | 1 de julio de 2011       | 5 de marzo de 2012       | 339 días          |
| Fernando Herrero-Tejedor Algar (1949-2014)      | 5 de marzo de 2012       | 25 de febrero de 2014†   | 1 año y 357 días  |
| José Miguel de la Rosa Cortina (1965-)          | 25 de febrero de 2014    | 28 de marzo de 2014      | 31 días           |
| Jaime Moreno Verdejo (1958-)                    | 28 de marzo de 2014      | 23 de enero de 2015      | 301 días          |
| José Miguel de la Rosa Cortina (1965-)          | 23 de enero de 2015      | 7 de septiembre de 2018  | 3 años y 227 días |
| Fernando Rodríguez Rey (1965-)                  | 7 de septiembre de 2018  | 3 de marzo de 2020       | 1 año y 178 días  |
| Álvaro García Ortiz (1967-)                     | 3 de marzo de 2020       | 2 de agosto de 2022      | 2 años y 152 días |
| Diego Villafañe Díez (1978-)                    | 2 de agosto de 2022      | 20 de septiembre de 2022 | 49 días           |
| Ana Isabel García León (1969-)                  | 20 de septiembre de 2022 |                          | 2 años y 283 días |